# Luz (Santa Cruz da Graciosa)
Luz is een plaats (freguesia) in de Portugese gemeente Santa Cruz da Graciosa en telt 735 inwoners (2001).